# Roman Kokoschko
Roman Wolodymyrowytsch Kokoschko (ukrainisch Роман Володимирович Кокошко; englisch Roman Kokoshko; * 16. August 1996 in der Oblast Odessa) ist ein ukrainischer Leichtathlet, der sich auf das Kugelstoßen spezialisiert hat und aktuell Inhaber des Landesrekordes ist.

## Sportliche Laufbahn
Erste internationale Erfahrungen sammelte Roman Kokoschko im Jahr 2017, als er bei den U23-Europameisterschaften in Bydgoszcz mit einer Weite von 17,35 m in der Qualifikation ausschied. Im Jahr darauf belegte er bei den Balkan-Meisterschaften in Stara Sagora mit 18,53 m den fünften Platz und 2019 schied er bei der Sommer-Universiade in Neapel mit 17,49 m in der Qualifikation aus, ehe er bei den Balkan-Meisterschaften in Prawez mit 18,30 m den achten Platz belegte. 2021 wurde er bei den Balkan-Hallenmeisterschaften in Istanbul mit 18,07 m Zehnter. Im Jahr darauf siegte er mit 20,71 m beim Meeting Jaen Paraiso Interior und schied bei den Weltmeisterschaften in Eugene mit 20,02 m in der Qualifikationsrunde aus. Im August verpasste er bei den Europameisterschaften in München mit 19,86 m ebenfalls den Finaleinzug. 2023 gewann er bei den Halleneuropameisterschaften in Istanbul mit neuem Landesrekord von 21,84 m die Bronzemedaille hinter dem Italiener Zane Weir und Tomáš Staněk aus Tschechien. Anfang Juni siegte er mit 20,98 m bei den Trond Mohn Games und wurde dann bei der 2. Liga der Team-Europameisterschaft im Zuge der Europaspielen in Chorzów mit 20,46 m Zweiter. Im August schied er dann bei den Weltmeisterschaften in Budapest mit 19,17 m in der Qualifikationsrunde aus. Im Jahr darauf verpasste er bei den Europameisterschaften in Rom mit 19,41 m den Finaleinzug. Anschließend schied er bei den Olympischen Sommerspielen in Paris mit 19,36 m in der Vorrunde aus.
2019 wurde Kokoschko ukrainischer Meister im Kugelstoßen.